# Walter Zimmermann (Diplomat)
Walter Wilhelm Hans Zimmermann (* 14. August 1896 in Hannover; † 28. Juli 1973 in Kiel) war ein deutscher Diplomat, der zuletzt 1958–1961 Botschafter in Peru war.

## Leben
Zimmermann leistete nach dem Schulbesuch während des Ersten Weltkrieges seinen Militärdienst. Danach begann er an der Universität Leipzig Rechtswissenschaft, Geschichte, Volkswirtschaftslehre und Philosophie zu studieren. 1919 wurde er im Corps Saxonia Leipzig recipiert. Als Inaktiver ging er an die Georg-August-Universität Göttingen, die  University of Oxford und die Friedrich-Wilhelms-Universität zu Berlin. Von 1920 bis 1925 engagierte er sich in der studentischen Selbstverwaltung. Er leitete zuletzt das Auslandsamt der Friedrich-Wilhelms-Universität und gab die Zeitschrift Hochschule und Ausland heraus. Von 1919 bis 1929 war er in der Deutschen Volkspartei.
Nach seiner Promotion zum Dr. phil. trat Zimmermann 1925 in den diplomatischen Dienst ein und war nach einer Verwendung als wissenschaftlicher Hilfsarbeiter in der Zentrale des Auswärtigen Amtes in Berlin zwischen 1930 und 1933 Legationsrat an der Botschaft in Frankreich und danach von 1933 bis 1936 am Generalkonsulat in Marseille. Am 1. März 1937 trat er der NSDAP bei. Nach Verwendungen als Mitarbeiter am Generalkonsulat São Paulo zwischen 1936 und 1939 sowie am Konsulat in Curitiba von 1939 bis 1942 war er zwischen 1942 und 1945 wieder in der Zentrale des Auswärtigen Amtes tätig.
Nach dem Ende des Zweiten Weltkrieges war Zimmermann von 1946 bis 1948 als Syndikus des Studentenwerkes der Christian-Albrechts-Universität zu Kiel beschäftigt und zugleich Mitarbeiter verschiedener Tageszeitungen. Danach war er zwischen 1949 und 1950 Lehrbeauftragter sowie Leiter der Außenhandelsabteilung des Institutes für Handelsforschung (IfH) der Universität zu Köln.
Nach einer darauf folgenden einjährigen Tätigkeit im Bundeskanzleramt trat Zimmermann 1951 abermals ins Auswärtige Amt in Bonn ein und war zwischen 1950 und 1953 stellvertretender Leiter der noch dem Bundeskanzleramt unterstehenden Ausbildungsstätte für die Anwärter des Auswärtigen Dienstes in Speyer. Zugleich fungierte er nach seiner Beförderung zum Vortragenden Legationsrat in Personalunion von 1952 bis 1953 als Leiter des Referates I Pers B des Auswärtigen Amtes, welches für die Bewerbungen und Personalien der Angehörigen des wirtschaftlichen Dienstes zuständig war. 1953 wurde er Nachfolger von Carl Stein als Generalkonsul in Zürich und verblieb auf diesem Posten bis 1958, woraufhin er durch Kurt-Fritz von Graevenitz abgelöst wurde.
Zuletzt wurde Zimmermann 1959 Nachfolger von Josef Fischer als Botschafter in Peru. Diese Funktion bekleidete er bis zu seinem Eintritt in den Ruhestand 1961 und wurde danach durch Heinrich Northe abgelöst.

## Veröffentlichungen
- Die Leipziger internationale Studentenkonferenz, Göttingen 1922.
- Ziele und Wege studentischer Auslandsarbeit, Charlottenburg 1924.
- Handbuch für das Hochschulstudium in Deutschland, Herausgeber, 16 Bände, Charlottenburg 1926–1929.
- Die englische Presse zum Ausbruch des Weltkrieges, Charlottenburg 1928.